# James Berkeley (hrabia Berkeley)
James Berkeley (ur. 1679, zm. 17 sierpnia 1736 w zamku Aubigny we Francji) – brytyjski arystokrata i wojskowy, syn Charlesa Berkeleya, 2. hrabiego Berkeley i Elizabeth Noel, córki 3. wicehrabiego Campden.
W 1701 r. został kapitanem Royal Navy. W tym samym roku został członkiem Izby Gmin z okręgu Gloucester i zasiadał tam do 1702 r. Brał udział w bitwie pod Málagą 13 sierpnia 1704 r., dowodząc HMS Boyne. Na podstawie „writ of acceleration” otrzymał w 1705 r. jeden z ojcowskich tytułów (barona Berkeley) i zasiadł w Izbie Lordów. W 1706 r. objął dowodzenie nad HMS St George. Brał udział w operacjach na Morzu Śródziemnym. W październiku 1707 r. wracał do Anglii w oddziale pod dowództwem sir Cloudesleya Shovella i był świadkiem zatonięcia kilku okrętów tej grupy niedaleko Scilly 23 października 1707 r., gdzie zginęło 1400 marynarzy. Niedługo później otrzymał rangę wiceadmirała floty niebieskiej. Berkeley działał następnie na kanale La Manche. W kwietniu 1709 r. odbił z rąk Francuzów HMS Bristol, ale okręt zatonął niedługo później. W listopadzie został wiceadmirałem floty czerwonej.
Po śmierci ojca w 1710 r. odziedziczył tytuł hrabiego Berkeley i został mianowany Wysokim Stewardem Gloucester, strażnikiem lasu Dean, konstablem St. Briavel's Castle, Custos Rotulorum hrabstwa Surrey i lordem namiestnikiem Gloucestershire. Urzędy te sprawował do 1712 r., kiedy utracił je wskutek nieporozumień z królową Anną. Otrzymał je ponownie w 1714 r. i sprawował je aż do śmierci. Miało to miejsce po objęciu tronu przez Jerzego I Hanowerskiego, który również w 1714 r. mianował lorda Berkeleya Lordem Bedchamberem.
13 lutego 1711 r. poślubił lady Louisę Lennox (24 grudnia 1694 - 15 stycznia 1717), córkę Charlesa Lennoxa, 1. księcia Richmond (nieślubnego syna króla Karola II Stuarta) i Anne Brudenell, córki Francisa Brudenella, lorda Brudenell. James i Louisa mieli razem syna i córkę:
- Augustus Berkeley (18 lutego 1716 - 9 stycznia 1755), 4. hrabia Berkeley
- Elizabeth Berkeley (ur. przed 1717)

18 marca 1717 r. król Jerzy mianował Berkeleya Pierwszym Lordem Admiralicji. Hrabia sprawował ten urząd do śmierci króla Jerzego w 1727 r. Jednocześnie Jerzy mianował Berkeleya Wiceadmirałem Wielkiej Brytanii. 17 kwietnia 1717 r. Berkeley wszedł w skład Tajnej Rady. 31 marca 1718 r. został kawalerem Orderu Podwiązki. Urząd Pierwszego Lorda Admiralicji Berkeley utracił w 1727 r. w następstwie swojego konfliktu z Robertem Walpolem. Wtedy także zrezygnował z urzędu Lorda Bedchambera.
Lord Berkeley zmarł w 1736 r. we Francji. Jego pogrzeb odbył się 31 października 1736 r. w Berkeley, w hrabstwie Gloucestershire. Testament (datowany na 23 maja 1735 r.) został ogłoszony 4 października 1736 r. Tytuł hrabiowski przypadł jego jedynemu synowi.
Lord Hervey napisał o nim, że był człowiekiem wielkiego rodu i wielkich kwalifikacji, szorstki, uczciwy, twardy i uparty, ze świetnym naturalnym instyktem, ale był niestety totalnym ignoratem jeśli chodzi o sprawy nie związane z jego profesją. Był dumny i władczy, ale honorowy, szarmancki i zważający na słowa, w równej mierze niezdolny do przypochlebiania się księciu, kłaniania się ministrowi i okłamywania ludzi z którymi prowadził interesy.